# Digoin
Digoin är en kommun i departementet Saône-et-Loire i regionen Bourgogne-Franche-Comté i östra Frankrike. Kommunen ligger i kantonen Digoin som tillhör arrondissementet Charolles. År 2022 hade Digoin 7 380 invånare.

## Befolkningsutveckling
Antalet invånare i kommunen Digoin
| Referens: INSEE |